# Ulisses drwiący z Polifema
Ulisses drwiący z Polifema  (ang. Ulysses Deriding Polyphemus) – obraz autorstwa brytyjskiego malarza Williama Turnera namalowany w 1829 roku. Artysta przekazał obraz w swoim testamencie National Gallery w Londynie.

## Geneza
Turner namalował obraz na podstawie olejnych szkiców, które sporządził w trakcie pobytu w Rzymie w grudniu 1828. W Rzymie zobaczył obrazy Claude Lorraina, które wywarły na artyście duże wrażenie. Zapoznanie się ze sposobem malowania światła przez tego twórcę przyczyniło się do wyraźnej zmiany w stylu malowania Turnera: malarz w swojej twórczości zaczął odrzucać dynamikę tonalną. Różnorodność barw w dziele wskazuje na rosnącą rolę koloru i światła w twórczości Turnera. Obraz stanowił punkt zwrotny w karierze malarza. Zmiana w sposobie artystycznego wyrazu była spowodowana również nowymi niedawnymi badaniami w optyce. Turner prawdopodobnie omawiał Teorię Kolorów (niem. Zur Farbenlehre) Goethego, ze swoim przyjacielem Charlesem Lock Eastlakem, późniejszym tłumaczem książki na język angielski.

## Tytuł
Artysta pasjonował się mitologią grecką, lubił czytać poematy homeryckie. Planował przeczytać Odyseję Homera w oryginalnym języku. Podejmował wielokrotne próby nauczenia się greki, lecz nigdy nie udało mu się zrealizować zamierzonego celu. Zaznajomił się z epopeją w tłumaczeniu Alexandra Pope’a.
Motyw obrazu został zainspirowany sceną z IX księgi Odysei. Omawia ona moment, gdy Ulisses wraz z załogą znalazł się na wyspie cyklopów. Cała kompania została uwięziona w jaskini przez Polifema, a olbrzym pożarł kilku członków załogi. Ulissesowi udało się uśpić Polifema, a następnie go oślepić wbijając pochodnię w jego jedyne oko. Cyklop, chociaż niewidomy, stanął u wyjścia z jaskini i usiłował schwytać próbujących ucieczki ludzi. Za radą Ulissesa jego towarzysze przywiązali się do brzuchów baranów, które Polifem wypuszczał na pastwisko, wymykając się w ten sposób.

## Opis obrazu
Obraz przedstawia scenę ucieczki ludzi z wyspy cyklopów. Na pierwszym planie jest widoczny statek z samym Ulissesem, który jest odziany w hełm i szkarłatny płaszcz; w geście zwycięstwa unosi wysoko pochodnię, którą zranił olbrzyma. Wzniosłości scenie dodaje czerwony kolor sztandaru, pod którym stoi król. Sam okręt namalowany jest z pozoru realistycznie, jednak baśniowości scenie nadają nimfy i latające ryby, znajdujące się pod dziobem. Nereidy prowadzą statek trzymając w dłoniach świetliste gwiazdy i pomagając załodze wydostać się z wyspy. Na jednej z flag znajduje się niewyraźny rysunek konia trojańskiego – odnoszący się do uczestnictwa Ulissesa w wojnie trojańskiej. W tle za statkiem króla Itaki znajduje się jaskinia, z której uciekli ludzie. Ponad jamą namalowany jest Polifem, jego niewyraźna sylwetka zlewa się z chmurami. Jedną ręką olbrzym trzyma się za okaleczone oko, w drugiej przygotowuje się do rzucenia wielkim głazem w uciekające okręty. Po prawej stronie obrazu znajduje się drugi statek, przyćmiony przez jasną plamę słońca, skupiającą uwagę widza. W słońcu Turner zarysował kontury koni zaprzęgniętych do rydwanu boga Apolla, utożsamianego z Heliosem, bogiem słońca.

## Odbiór
Wystawienie obrazu w Królewskiej Akademii Sztuk Pięknych w 1829 wywołało sprzeczne opinie. Część osób uznawała tło obrazu za najpiękniejsze niebo jakie widziało w życiu, doceniano siłę ekspresji i kolorystykę. Inni recenzenci krytykowali niejasny motyw dzieła, rozmyte kontury czy dobór barw, który według nich był bezzasadny i nie oddający rzeczywistości. Obraz przez jednego krytyka został prześmiewczo porównany do perskiego dywanu. Po śmierci malarza John Ruskin określił dzieło jako „centralny obraz kariery Turnera”. Praca rozpoczyna bardziej ekspresyjny kierunek malarstwa Turnera. Po Ulissesie obrazy artysty były malowane z większą swobodą, Turner odrzucił w nich skalę tonalną. Ulisses drwiący z Polifema rozpoczął serię pejzaży, z charakterystycznie załamującym się światłem, zaczerpniętym od Lorraina. Podobne środki artystyczne i wizję rzeczywistości można odnaleźć w kolejnych dziełach Turnera: Ostatnia droga Temeraire’a, Pożar Izby Lordów i Izby Gmin, Statek niewolniczy, Deszcz, para, szybkość.